# Нек заблиста!
Нек заблиста! (енгл. Let It Shine) амерички је тинејџерски филмски мјузикл из 2012. године који је приказао Disney Channel. Ансамблску поделу улога чине: Тајлер Џејмс Вилијамс, Коко Џоунс, Тревор Џексон и Брендон Мајкл Смит. Филм прати стидљивог, талентованог репера и музичара који пише хип хоп за свог најбољег друга. Прерада је позоришног комада Сирано де Бержерак Едмона Ростана. Филм је режирао Пол Хун, по сценарију Ерика Данијела и Дона Д. Скота. Премијерно је приказан 15. јуна 2012. године.

## Радња
У Атланти, у Џорџији, 15-годишњи Сајрус Дебарџ (Тајлер Џејмс Вилијамс) талентовани је музички продуцент хора који пише реп текстове под псеудонимом „Истина” јер његов отац пастор Џејкоб (Кортни Б. Венс) не одобрава реповање, као и због своје стидљивости у поређењу са његовим отворенијим најбољим пријатељем Крисом Хауардом (Тревор Џексон). Сајрус такође потајно ради као возач у клубу „Улица”, где дискографска кућа њихове пријатељице из детињства, тинејџерске певачке сензације Роксане „Рокси” Ендруз (Коко Џоунс), спонзорише такмичење у писању песама. Рокси бира победничку песму „Don't Run Away” коју изводи Истина, али мисли да је Крис Истина јер је Сајрус послао фотографију на којој су обојица. Крис убеђује Сајруса да му дозволи да преузме заслуге за песму јер гаји осећања према Рокси. Док Крис користи Сајрусове стихове да би се приближио и Роксином срцу и својој новостеченој слави, Сајрус почиње да замера свом најбољем пријатељу.
Сајрус и Рокси олдазе на ручак и она закључује да са Сајрусом има више заједничких тема него са Крисом. Сајрус позива Рокси да наступи са хором у његовој цркви. Одмах након њиховог узбудљивог наступа, пастор Џејкоб понижава Рокси као и све људе који живе од хип хопа. На наговор своје супруге Гејл (Дон Луис), пастор Џејкоб одлази у клуб да се извини Рокси, где ухвати свог сина како ради и сазнаје да пише реп текстове. Иако у почетку бесан, пастор Џејкоб схвата да реповања његовог сина носе позитивне поруке и повлачи своје првобитно неодобравање.
Сукоб између Сајруса и Криса долази до врхунца када се физички сукобе у клубу. Леви (Алекс Дезер), власник клуба, убеђује их да не дозволе да им пријатељство пропадне. Сајрус и Крис се помире и током дуета са Рокси, Сајрус заузима Крисово место на бини где певају „Me and You”, откривајући кроз текст да је он све време био Истина. Сајрус се извињава и признаје своја осећања, али Рокси одлази и не жели да има ништа ни са једним од њих двојице. На такмичењу у хип хопу, Сајрус прозива победника, арогантног репера по имену Лорд Блинг (Брендон Мајкл Смит). Њих двоје се такмиче за трофеј, који Сајрус осваја рекавши публици да Блинг заправо није богат, већ нормална особа, што је сазнао видевши Блинга како ради као таксиста. Међутим, победа ништа није променила јер је Рокси и даље љута на њега.
Крис каже Рокси да је Сајрус сјајна особа и да се само претварао да није Истина због њега, а не зато што су желели да је повреде. Рокси одлази у цркву и грли Сајруса док певају „Let it Shine”.

## Улоге
| Глумац                | Улога             |
| --------------------- | ----------------- |
| Тајлер Џејмс Вилијамс | Сајрус Дебарџ     |
| Коко Џоунс            | Рокси Ендруз      |
| Тревор Џексон         | Крис Макдафи      |
| Брендон Мајкл Смит    | Лорд Блинг        |
| Дон Луис              | Гејл Дебарџ       |
| Алекс Дезер           | Леви              |
| Никол Саливан         | Лајла             |
| Кортни Б. Венс        | Џејкоб Дебарџ     |
| Алџи Смит             | Да Бос            |
| Шеј Раундтри          | водитељ такмичења |
| Ханс Данијелс         | Фантон            |
| Кортни Греј           | Откровење         |